# Interamma leucocrota
Interamma leucocrota är en insektsart som först beskrevs av  1978.  Interamma leucocrota ingår i släktet Interamma och familjen Derbidae. Inga underarter finns listade i Catalogue of Life.